# Strmac (Užice)
Pour les articles homonymes, voir Strmac.
Strmac (en serbe cyrillique : Стрмац) est un village de Serbie situé sur le territoire de la Ville d'Užice, district de Zlatibor. Au recensement de 2011, il comptait 228 habitants.

## Démographie

### Évolution historique de la population
| 1948 | 1953 | 1961 | 1971 | 1981 | 1991 | 2002 | 2011 |
| ---- | ---- | ---- | ---- | ---- | ---- | ---- | ---- |
| 559  | 569  | 551  | 468  | 357  | 287  | 296  | 228  |

|  |